# アルファ・ベータ・ガンマ理論
アルファ・ベータ・ガンマ理論（アルファ・ベータ・ガンマりろん、Alpher-Bethe-Gamow paper、αβγ paper）は、当時博士課程の学生だったラルフ・アルファーとその指導教官ジョージ・ガモフによって提唱された理論である。この研究は、アルファーの博士学位論文のテーマであり、ビッグバンによって水素、ヘリウム、その他のより重い元素が、初期の宇宙の存在量に合致した割合で生成されたとする。当初の理論では、重元素の形成にとって重要ないくつかの過程が考慮されていなかったが、後に改良され、ビッグバン原子核合成は、全ての始原元素の観測上の制約と矛盾しないようになった。
正式なタイトルは"The Origin of Chemical Elements"で、1948年4月にフィジカル・レビュー誌に掲載された。

## ベーテの名前
ガモフは、ギリシア文字のアルファ、ベータ、ガンマをもじって、論文の著者リストにアルファー、ベータ、ガモフと名前が並ぶように、友人で著名な研究者のハンス・ベーテを著者に加えることに決めた。1952年の著書The Creation of the Universeの中で、この論文へのベーテの貢献について、次のように説明している。
| 「 | これらの計算の結果は、1948年4月1日のフィジカル・レビュー誌への当初で初めて公表された。この論文には、アルファー、ベータ、ガモフの署名があり、しばしば「アルファ・ベータ・ガンマ論文」と呼ばれる。アルファーとガモフの署名だけの論文は、ギリシア語アルファベットにとって不当であると考えられたので、予稿の段階で、不在中だったハンス・ベーテの名前を間に加えた。論文のコピーを受け取ったベーテ博士は、それに反対せず、実際は、続く議論でも非常に有益な意見をくれた。しかし、後にアルファ・ベータ・ガンマ理論が一時的に暗礁に乗り上げていた時に、ベーテ博士は、ザカリアスへの改名を考えていたという噂があった。ラルフ・アルファーとロバート・ハーマン（彼は頑固に「デルタ」への改名を拒否した）が国立標準局のコンピュータを用いて計算した曲線と観測された存在量のすばらしい一致が、図15に掲載されている。 | 」 |

この後、ベーテはビッグバン原子核合成に関する研究を行っている。
この時大学院生であったアルファーは、論文にベーテの名前が含まれた事に困惑した。彼は、他の著名な学者の名前が含まれることは、この研究への自身の貢献を覆い隠してしまい、このような重要な発見への適切な評価を受けられないことを危惧した。彼は、ガモフの奇行への恨みを1999年まで持ち続けていた。

## 林忠四郎による誤りの指摘
アルファーとガモフによる論文では宇宙で大量に観測されるヘリウムだけではなく重い元素がビッグバンのときにつくられたとしているが、日本の物理学者・林忠四郎は1950年にビッグバンから最初の2秒間の間はヘリウムより重い元素が形成されないことを明らかにした。林によって誤りが訂正されてからはアルファ・ベータ・ガンマ・ハヤシ理論と呼ばれるようにもなった。 